# Sardis (Ohio)
Sardis é um lugar designado pelo censo localizado no condado de Monroe no estado estadounidense de Ohio. No Censo de 2010 tinha uma população de 559 habitantes e uma densidade populacional de 175,19 pessoas por km².

## Geografia
Sardis encontra-se localizado nas coordenadas 39° 37′ 37″ N, 80° 54′ 20″ O. Segundo o Departamento do Censo dos Estados Unidos, Sardis tem uma superfície total de 3.19 km², da qual 3.19 km² correspondem a terra firme e (0%) 0 km² é água.

## Demografia
Segundo o censo de 2010, tinha 559 pessoas residindo em Sardis. A densidade populacional era de 175,19 hab./km². Dos 559 habitantes, Sardis estava composto pelo 97.85% brancos, 0.36% eram afroamericanos, 0.36% eram amerindios, 0% eram asiáticos, 0% eram insulares do Pacífico, 0% eram de outras raças e o 1.43% pertenciam a duas ou mais raças. Do total da população 0% eram hispanos ou latinos de qualquer raça.